# Berezanskita
La berezanskita és un mineral de la classe dels silicats, que pertany al grup de l'osumilita. Rep el nom per Anatolyi Vladimirovich Berezanskii (nascut l'any 1948), qui va mapar la geologia de les zones remotes de les Muntanyes Alai, al Tadjikistan.

## Característiques
La berezanskita és un silicat de fórmula química K□₂Li₃(Ti,Zr,Sn)₂[Si₁₂O30]. Cristal·litza en el sistema hexagonal. La seva duresa a l'escala de Mohs es troba entre 2,5 i 3. És un mineral isostructural amb la milarita, i és l'anàleg amb titani de la brannockita i la sogdianita.
Segons la classificació de Nickel-Strunz, la berezanskita pertany a «09.CM - Ciclosilicats, amb dobles enllaços de 6 [Si₆O18]12- (sechser-Doppelringe)» juntament amb els següents minerals: armenita, brannockita, chayesita, darapiosita, eifelita, merrihueïta, milarita, osumilita-(Mg), osumilita, poudretteïta, roedderita, sogdianita, sugilita, yagiïta, dusmatovita, shibkovita, almarudita, trattnerita, oftedalita i faizievita.

## Formació i jaciments
Va ser descoberta a la glacera Darai-Pioz de les Muntanyes Alai, a la Serralada Tien Shan (Regió sota subordinació republicana, Tadjikistan). Es tracta de l'únic indret on ha estat descrita aquesta espècie mineral.